# 植木自動車学校
植木自動車学校（うえきじどうしゃがっこう）は、熊本県鹿本郡植木町（現・熊本市北区植木町）投刀塚にあった指定自動車教習所。株式会社井上自動車学園が運営していたが2009年11月20日をもって閉校した。

## 取得免許
- 普通自動車

## その他
- 熊本市に一番近く国道3号線沿いにあるため、スクールバスで北部、合志・菊陽方面からも通学している生徒もいる。また、北側には、広葉樹が広がっており、間から阿蘇の山々が見ることができた。
- 県内では唯一、普通車のみの教習所であった。
- 教習は担当制をとっていた。